# William Devane
William Devane (n. 5 septembrie 1939, Albany, SUA)  este un actor de film, teatru și de televiziune american. Printre cele mai cunoscute filme ale sale se numără McCabe și doamna Miller (1971), Yankeii (1979), Viața la Casa Albă (2003) și Cavalerul negru: Legenda renaște (2012) 

## Biografie
Devane s-a născut ca fiul lui Joseph „Joe” Devane, care a fost șoferul lui Franklin D. Roosevelt în timpul când era Guvernator al statului New York. A absolvit American Academy of Dramatic Arts din New York City.
După terminarea studiilor, și-a început cariera pe scenă și și-a făcut debutul pe Broadway alături de Shirley Knight în The Watering Place. În 1966, Devane l-a jucat pe Robert F. Kennedy în piesa de pe Off-Broadway, MacBird.
Devane și-a făcut debutul în televiziune în 1967 în rolul unui revoluționar în producția independentă In the Country. Portretul lui John F. Kennedy în filmul de televiziune The Missiles of October, bazat pe cartea lui Robert F. Kennedy Thirteen Days în care este vorba despre criza rachetelor cubaneze, i-a adus în 1974 o recunoaștere pe scară largă. Devane a jucat în filme cunoscute precum Complot de familie al lui Alfred Hitchcock și Maratonistul al lui John Schlesinger.
Devane este de asemenea un actor de serie căutat. A devenit cunoscut pentru personajul lui Greg Sumner din serialul de televiziune Sub soarele Californiei (Under the California Sun), pe care l-a jucat timp de zece ani. De asemenea, joacă adesea personaje politice. A jucat rolul Președintelui SUA în serialul științifico-fantastic Stargate SG-1 și derivatele sale Stargate: Continuum și în 24 de ore (sezoanele 4 până la 6), precum și secretarul de stat al SUA în mai multe episoade din Viața la Casa Albă.
Devane a fost nominalizat la mai multe premii Emmy și Globul de Aur. A primit mai multe premii Soap Opera Digest pentru serialul de televiziune Sub soarele Californiei.
Este căsătorit din 1961 cu Eugenie Devane, cu care are doi copii.

## Filmografie selectivă

### Cinema
- 1971 In the Country, regia Robert Kramer
- 1971 The Pursuit of Happiness, regia Robert Mulligan
- 1971 McCabe și doamna Miller (McCabe & Mrs. Miller), regia Robert Altman
- 1971 La mortadella, regia Mario Monicelli
- 1974 The Missiles of October, regia Anthony Page
- 1976 Rapporto al capo della polizia (Report to the Commissioner), regia Milton Katselas
- 1976 Maratonistul (Marathon Man), regia John Schlesinger
- 1976 Complot de familie (Family Plot), regia Alfred Hitchcock
- 1977 Violență legitimă (Rolling Thunder), regia John Flynn
- 1977 Gli orsi interrompono l'allenamento (The Bad News Bears in Breaking Training), regia Michael Pressman
- 1979 Yankeii (Yanks), regia John Schlesinger
- 1999 Payback - La rivincita di Porter (Payback), regia Brian Helgeland
- 2000 Seniorii spațiului (Space Cowboys), regia Clint Eastwood
- 2000 Omul invizibil (Hollow Man), regia Paul Verhoeven
- 2008 Stargate: Salt în trecut (Stargate: Continuum), regia Martin Wood
- 2008 The Fall, regia John Krueger
- 2010 Il fiume delle verità (The River Why), regia Matthew Leutwyler
- 2012 Cavalerul negru: Legenda renaște (The Dark Knight Rises), regia Christopher Nolan
- 2014 Interstellar: Călătorind prin univers (Interstellar), regia Christopher Nolan

### Televiziune
- 1979 De aici în eternitate (From Here to Eternity)
- 1980 De aici în eternitate (From Here to Eternity, 11 episoade)
- 1987 I cacciatori del tempo (Timestalkers), regia Michael Schultz – film TV
- 1993-1994 Phenom - serie TV, 21 episoade
- 1995 Operazione Rembrandt (Night Watch), regia David Jackson – film TV
- 1997-1999 Ultime dal cielo (Early Edition) – serie TV, 5 episoade
- 2001 Revenge – serie TV, episodul 1x14
- 2002 X-Files (The X-Files) – serie TV, episodul 9x19
- 2003 Viața la Casa Albă (The West Wing) - serie TV, (episodul al V-lea) : Secretarul de Stat Lewis Berryhill, 2 episoade
- 2004 Stargate SG-1 – serie TV, 3 episoade
- 2005-2007 24 de ore – serie TV, 20 episoade
- 2010 NCIS - Unità anticrimine (NCIS) - serie TV, episodul 8x02
- 2010 Psych – serie TV, episodio 5x06
- 2012 Revenge (2 episoade)
- 2014 24: Live Another Day – serie TV, 12 episoade
- 2022 Bosch: l'eredità (Bosch: Legacy) – serie TV, 4 episoade